# Hankaraağaç, Han
Hankaraağaç là một xã thuộc huyện Han, tỉnh Eskişehir, Thổ Nhĩ Kỳ. Dân số thời điểm năm 2011 là 134 người.